# Parakiefferiella minuta
Parakiefferiella minuta är en tvåvingeart som beskrevs av Tuiskunen 1986. Parakiefferiella minuta ingår i släktet Parakiefferiella och familjen fjädermyggor.
Artens utbredningsområde är Finland. Arten har ej påträffats i Sverige. Inga underarter finns listade i Catalogue of Life.